# Sting (nhạc sĩ)
Gordon Matthew Thomas Sumner CBE (sinh ngày 2 tháng 10 năm 1951), được biết đến với tên trong nghề là Sting, là một nhạc sĩ, ca sĩ-người viết nhạc và diễn viên người Anh. Ông là người viết nhạc-ca sĩ chính và tay bass của ban nhạc new wave rock The Police từ 1977 đến 1984 trước khi dấn thân vào sự nghiệp đơn ca.
Các thành phần âm nhạc của ông bao gồm rock, jazz, reggae, cổ điển, new-age và worldbeat. Là một ca sĩ đơn ca và thành viên của The Police, ông đã nhận 16 giải Grammy (lần đầu tiên là ở hạng mục nhạc cụ rock năm 1980 với "Reggatta de Blanc"), ba giải Brit, bao gồm Nghệ sĩ Anh xuất sắc nhất năm 1994 và Đóng góp Nổi bật năm 2002, một Quả Cầu Vàng, một giải Emmy và ba đề cử giải Oscar cho ca khúc nhạc phim hay nhất.